# Arthur Harris
Arthur Travers Harris /ɑːθə(r) 'hæɹɪs/ (Cheltenham, 13 de abril de 1892 – Henley, 5 de abril de 1984), conocido a menudo por la prensa como «Bomber» Harris (en inglés, «Bombardero Harris») y dentro de la propia RAF como «Butcher» Harris («Carnicero Harris»), fue un militar, Comandante en Jefe del Comando de Bombarderos de la Real Fuerza Aérea durante la última mitad de la Segunda Guerra Mundial, y mariscal de la Real Fuerza Aérea británica.
Fue el responsable, por el bando británico, de llevar a cabo el bombardeo de superficie de las ciudades de la Alemania nazi (como las de Dresde, Colonia y Hamburgo), durante la contienda, implementando la táctica del bombardeo de área, basado en la conocida como Area bombing directive. A pesar de los bombardeos en Alemania, otras ciudades grandes fueron bombardeadas, especialmente en Italia, lo que causó daños considerables en áreas residenciales, por ejemplo, en Milán, Nápoles y Palermo. Y de las plantas industriales en el área urbana, la población civil y la infraestructura de la ciudad también fueron los principales objetivos del bombardeo de alfombra. En su opinión, los objetivos civiles deberían ser atacados deliberadamente para quebrar la moral y la resistencia de la población alemana (el llamado Moral Bombing).

## Biografía
Arthur Travers Harris nació en el seno de una aristocrática familia inglesa en Henley. Debido a su poca aptitud escolar, estudió en la Escuela Allhallows, en Devonshire, mientras sus hermanos iban a Eton y Sherborne.
Sus padres le dieron a elegir entre ir a las colonias y servir en el ejército. El joven Harris optó por lo primero y se trasladó a Rodesia, donde se ganó la vida trabajando como minero y agricultor.
Durante la Primera Guerra Mundial se alista en el primer regimiento de Rhodesia como corneta y combatió en el desierto de Namibia a los alemanes. En 1915, de regreso a Inglaterra, se une en las filas del Royal Flying Corps, sirviendo en Francia hasta 1917. Alcanza el grado de comandante del 45.º Regimiento aéreo de la RFC, totalizando 5 derribos enemigos. Terminada la guerra, Harris, ya con el grado de Mayor, permanece en la recientemente creada Royal Air Force (RAF) y presta servicio en distintos lugares de la antigua Mesopotamia y Persia.
Entre 1927 y 1929 estudia en la Academia del Ejército y posteriormente, entre 1934 y 1937, es Director Adjunto de Planificación del Ministerio del Aire, siendo en 1937 ascendido a Comodoro del Aire a cargo del Grupo de Bombardeo n.º 4.
Desde finales de 1937 hasta 1939, realiza misiones en EE. UU. con vistas a un futuro conflicto con Alemania, regresando a Inglaterra a comienzos de la guerra con el grado de Vicemariscal del Aire a cargo del 5.º grupo de bombardeo.
Durante la Segunda Guerra Mundial, en 1941, asciende a Mariscal del Aire y es nombrado Comandante Supremo del Mando de Bombardeo en febrero de 1942, en unos momentos en que dicha fuerza tenía hasta la fecha un desempeño más bien mediocre, debido a lagunas técnicas, de capacitación de las tripulaciones, equipo e incluso concepción de la tarea de bombardeo. Harris va a conseguir con el tiempo revolucionar el Bomber Command, afrontando los difíciles momentos con mano de hierro, cambiando la estrategia de los bombardeos diurnos —repetidamente letales para la RAF dada la inaceptable tasa de pérdidas en combate por la supremacía de los cazas adversarios ante los lentos aparatos de bombardeo— a masivos bombardeos nocturnos e incendiarios usando bombas de fósforo para hacer más eficaces estos ataques a la Alemania nazi. Harris prometió a Churchill poner de rodillas a Alemania con este cruento modo de hacer la guerra.
Ante la ineficacia de los bombardeos británicos desde el comienzo de la guerra, Harris procede estudiando los problemas prácticos observados, y revisando precedentes como las experiencias de bombardeo alemanas durante la guerra civil española, con lo que llega a la conclusión de que los principales escollos técnicos a resolver son la precisión en la navegación (capacidad de llegar por aire a un objetivo determinado, reconocerlo, y poder volver) y la precisión en la puntería con las bombas, una vez sobre dicho objetivo. A lo primero se consigue responder aumentando las ayudas a la navegación, sobre todo a raíz de la introducción del sistema GEE, y en cuanto a lo segundo, el factor vital de que las bombas cayesen efectivamente sobre el objetivo, se encuentra mayor dificultad, lo que le hace convertirse en defensor de la técnica conocida como bombardeo de área, por la cual se atacan objetivos de valor militar (industrias enemigas, por ejemplo), pero siempre (a fin de ampliar los efectos destructores) que éstas estén dentro de áreas urbanas pobladas, generalmente habitadas por los obreros de dichas industrias (la geografía urbana de entonces no solía ser como la actual, con las factorías fuera de las ciudades, sino que por entonces multitud de factorías y barrios residenciales obreros estaban más imbricados que en la actualidad). Además, el radar de bombardeo H2S y los escuadrones especializados en señalizar objetivos (Pathfinder Force) van a suponer una gran mejoría una vez Harris aceleró su puesta en marcha. En resumen, aun indirectamente, la población civil y las ciudades enemigas se convertían en objetivos. La guerra no sólo estaba presente en el frente de batalla, llegaba a la retaguardia.
En el fondo del razonamiento en la política de bombardeo de la época, se encontraba la denominada «doctrina Douhet» de preguerra, preconizada por el visionario general italiano Giulio Douhet, que propugnaba el uso del avión, y en concreto del bombardero, como arma masiva y devastadora, capaz solo por sí mismo de conseguir quebrar la capacidad, y sobre todo, la voluntad y moral de continuar la guerra del adversario. Tal objetivo no llegó a verse hecho realidad plenamente por ninguna de las fuerzas aéreas de los países contendientes, a excepción de los apocalípticos bombardeos atómicos de las ciudades japonesas, al final del conflicto, pero dejó tras de sí cuantiosísimas pérdidas materiales y sobre todo, humanas, llevando a la población civil los horrores de la guerra. El campo de batalla entraba en sus casas, aun estando lejos del frente.
Otra cuestión abordada fue la de la concepción estratégica de la fuerza de bombardeo. En contraposición a la filosofía aérea germana, que hacía de la aviación un arma básicamente táctica, de apoyo al ejército de tierra en sus campañas, primando por tanto aparatos como los bombarderos en picado o los bimotores de medio alcance y 1-2 toneladas de carga bélica, la concepción británica, potenciada al máximo durante el mandato de Harris, derivó en un empleo estratégico, dirigida contra la retaguardia enemiga, sus industrias, ciudades, con pesados aparatos cuatrimotores (destacando el Avro Lancaster) de largo radio de acción y amplia carga de bombas que duplicaba y triplicaba a la de los bimotores alemanes. De esta manera, se podía continuar la guerra desde el aire, en tiempos en que la lucha en tierra no era posible, a excepción del teatro norteafricano. El Mando de Bombardeo mantenía a Gran Bretaña como contendiente, aumentando así su importancia, tanto en el plano militar como en el político (respuesta a las demandas rusas de apoyo, por ejemplo).
En 1942, el primer ministro Winston Churchill permitió al Mariscal Harris la utilización de bombardeos de saturación a las poblaciones civiles e industriales alemanas. En ese momento se comenzaba a disponer de numerosos bombarderos pesados de aceptables prestaciones Avro Lancaster y Handley Page Halifax, adecuados para realizar estas misiones y dotados con un nuevo sistema de navegación GEE que podía conducirlos con efectividad hasta los objetivos prefijados. Dado sobre todo el escaso porcentaje de acierto sobre el blanco y el amplio radio de dispersión de los bombardeos, constatados por los análisis de las misiones llevadas a cabo hasta entonces, se inclinó por la llamada táctica del bombardeo de área, o de zonas, por la cual se priorizaban los objetivos de interés militar e industrial enemigos, pero siempre que estuviesen rodeados de zonas urbanas, con el fin de extender los efectos a ellas. Esta táctica, junto a la mejora del adiestramiento y la introducción progresiva a lo largo del conflicto de adelantos técnicos como por ejemplo el ya comentado GEE, el radar de ayuda al bombardeo H2S, el desarrollo de aparatos de guerra electrónica, la creación de la Pathfinder Force, encargada en exclusiva de señalizar los blancos para la fuerza principal de bombarderos, o el window (chaff para los americanos, millones de tiras metálicas lanzadas por los aparatos para colapsar con sus reflejos los radares enemigos, empleado operativamente por primera vez en el terrible bombardeo de Hamburgo, 1943 —Operación Gomorra—), produjo la destrucción de gran número de áreas urbanas en el corazón de Alemania, llevando los horrores de la guerra directamente al pueblo alemán, aunque los resultados reales en repercusión dentro del devenir militar de la guerra fueron menores de lo que entonces se creía, tal como quedó demostrado por análisis de posguerra. Aun así, representó mejor que ningún otro comandante el espíritu y la valía del Bomber Command de la Royal Air Force y lo convirtió en una de las principales bazas de Gran Bretaña para llevar la guerra al corazón de Alemania en unos momentos que, con la denominada «Fortaleza Europa» (la Festung Europa, para los alemanes) cerrada a cal y canto, poco podía hacerse. Los aliados soviéticos, que absorbían el principal esfuerzo bélico terrestre alemán, y padecían enormes pérdidas, presionaban a los aliados occidentales en pro de una invasión del oeste europeo que les aliviase, pero ante la probada (desembarcos de Dieppe) incapacidad momentánea de esta vía, se les ofreció como alternativa una campaña masiva de bombardeo estratégico que mermase la economía de guerra alemana y desviase esfuerzos hacia tareas defensivas, esfuerzos que de otro modo irían dirigidos hacia la guerra en el Frente del Este. Además, dicha campaña de bombardeo perseguiría la necesaria supremacía aérea, prerrequisito esencial de la futura invasión de Europa (Operación Overlord).

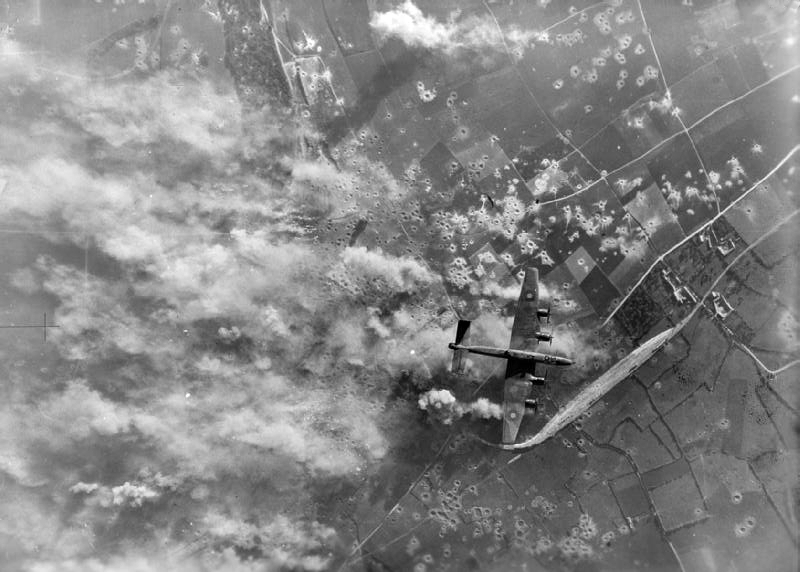
Bombarderos Halifax del Mando de Bombardeo sobre un blanco en la Europa ocupada.

En 1942 comenzaron sobre Alemania, Francia y Noruega las llamadas «misiones de mil bombarderos» en cooperación con la USAF.
Entre 1942 y 1945, debido a la política de bombardeo del Mariscal Harris, la RAF, junto con la 8.ª Fuerza Aérea Americana, destruyó e incendió ciudades como Dresde, Hamburgo, Colonia, Hanóver, Maguncia y Berlín, desatando las apocalípticas tormentas de fuego y causando decenas de miles de víctimas civiles en operaciones como la Milenio o la Gomorra[cita requerida]. Pero también se pagó un precio muy alto, 47.000 bajas entre el personal del Mando de Bombardeo, del total de más de 70.000 entre toda la Real Fuerza Aérea, en el total de la guerra. Un escalofriante porcentaje superior al 60 por ciento, que no consiguió inmutar a su comandante, conocido con el sobrenombre de Butcher («Carnicero»), hombre inflexible de métodos expeditivos, carácter que inevitablemente le creaba enemigos dentro de sus propias filas. Hasta el mismo Winston Churchill en alguna ocasión en los meses finales del conflicto, dejó entrever que se estaba yendo demasiado lejos con la espiral creciente de bombardeos indiscriminados de terror. Jamás manifestó remordimientos por la devastación causada, todo lo contrario. Incluso tras controvertidos bombardeos como el de la ciudad de Dresde, objetivo de dudosa importancia militar, mal defendido y lleno de civiles, repetidamente atacado en el intervalo de unos pocos días, con el resultado estimado de 35.000 muertos (las diferentes fuentes varían este número), la fría determinación de Harris permaneció inalterable.
Harris trató de justificar sus acciones con las siguientes afirmaciones:
«Los nazis 'entraron' en la guerra con la ilusión bastante infantil de que podían bombardear a cualquier otra persona a voluntad y nadie les devolvía el bombardeo. En Rotterdam, Londres, Varsovia y casi medio centenar de otros lugares llevaron a cabo su teoría bastante ingenua. Sembraron viento y ahora están cosechando tempestad».
En sus memorias escribió más tarde:
«A pesar de todo lo que sucedió en Hamburgo, los bombardeos siguen siendo un método relativamente humano».
La polémica en torno a su actuación, cercana a veces a la de crímenes de guerra, según algunos, los roces con sus superiores, sus justificaciones («...estas misiones se han ejecutado por orden de personas más importantes que yo»), y la defensa de su imagen por sectores conservadores y otros cercanos al antiguo personal del Mando de Bombardeo, le persiguieron en la posguerra. Como seguidor a ultranza de la doctrina Douhet, llegó en más de una ocasión a anunciar como inminente la caída de Alemania, cosa que no ocurrió y que posiblemente lo llevó a incrementar más y más la espiral de destrucción, convencido de que era la única solución. Según este punto de vista, podría entenderse su caso como el de quien, creyendo sin reservas ni escrúpulos en una determinada manera de ver las cosas, impone su solución a costa y por encima del sufrimiento ajeno, por grande que pueda ser.
Como ejemplificación de esta visión unidimensional pueden darse distintos ejemplos, extraídos de discusiones estratégicas dentro del bando aliado y de comunicaciones entre dirigentes políticos y militares. En 1943, los objetivos generales de la campaña de bombardeos (desgaste, paralización de la industria y desmoralización) aún estaban lejos de conseguirse, sobre todo el de la necesaria supremacía aérea que facilitaría una mejor consecución del debilitamiento combativo germano, requisito previo ineludible además para la futura invasión continental. Para los americanos el logro de la superioridad aérea era visto como el objetivo prioritario.
Pero Harris no se identificaba completamente con esta estrategia, aferrándose a la idea del bombardeo masivo como factor determinante de por sí. Si aún no había dado los resultados pretendidos, según él era porque todavía no se había completado el plan, por lo que no cabía otra que maximizarlo, pues éste contribuiría más al acortamiento de la guerra que cualquier otro. Cartas como la dirigida a Churchill el 3 de noviembre de 1943 van en ese sentido, o afirmaciones como que la aniquilación de Berlín supondría «...la pérdida de 400–500 bombarderos, pero para Alemania significará la pérdida de la guerra». Quizá la siguiente comunicación es totalmente esclarecedora. Harris al Jefe de Estado Mayor de la RAF, sir Charles Portal, 25 de octubre de 1943:

...el objetivo es la destrucción de las ciudades alemanas, la muerte de los trabajadores alemanes y la desarticulación de la vida social civilizada en toda Alemania.

Debería subrayarse que la destrucción de edificios, instalaciones públicas, medios de transporte y vidas humanas, la creación de un problema de refugiados de unas proporciones hasta ahora desconocidas y el derrumbe de la moral tanto en el frente patrio como en el frente bélico por medio de unos bombardeos todavía más amplios y violentos constituyen objetivos asumidos y deliberados de nuestra política de bombardeos. En ningún caso son efectos colaterales de los intentos de destruir fábricas.

Por tanto, dentro de la Ofensiva Combinada de Bombardeo, los americanos se centraron más en conseguir el dominio aéreo y la paralización industrial y económica alemana, mientras los británicos más en aumentar la capacidad de destrucción de por sí.

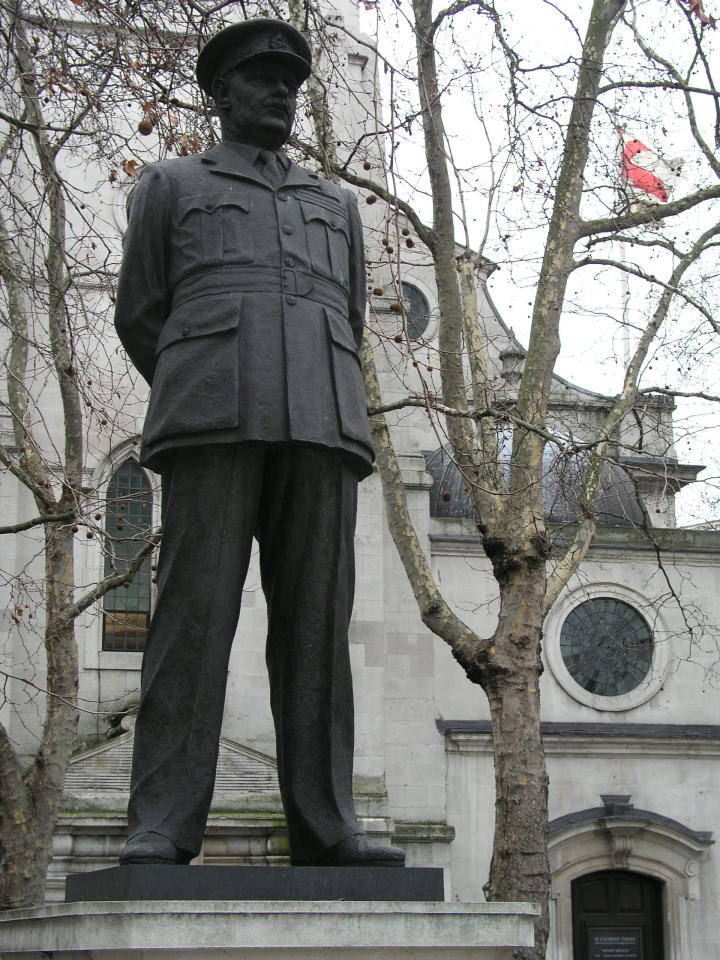
Estatua de Harris en Londres.

El hecho de que en los últimos meses de guerra se lanzaran más bombas sobre Alemania que durante los cinco años anteriores, con la guerra ya prácticamente acabada y el reguero de destrucción subsiguiente, es un hecho aún no suficientemente explicado, por mucho que se alegase que con esta práctica se pretendía facilitar el avance terrestre, en especial el soviético. En la dinámica de guerra total a la que se había llegado, y también quizás temerosos por los hipotéticos efectos de nuevas y desconocidas «armas maravillosas», tan publicitadas por el régimen nazi como salvadoras in extremis de Alemania, los bombardeos angloamericanos, y sobre todo los llevados a cabo por la RAF, llegaron a su clímax final. Es también conocida la visión de algunos políticos del bando aliado en torno a llevar a Alemania a un grado de desarrollo cercano a la era preindustrial (plan Morgenthau), en represalia por los horrores de una guerra que, desde su punto vista, habían desencadenado.
Con la entrada en guerra de los Estados Unidos y el envío de la 8.ª Fuerza Aérea de la USAAF a suelo británico, como contribución americana a la campaña de bombardeo que con el tiempo minara el poderío alemán y preparara el camino a la futura invasión de Europa, se produce un fuerte choque entre ambos aliados en torno a la filosofía y métodos a seguir. Frente a los británicos, con Harris al frente como principal valedor, que se aferran al bombardeo de zonas nocturno, justificándose en la dispersión y la fuerte oposición de los cazas, que harían suicida el ataque de día, los americanos disienten, aparte de su inicial rechazo a las enormes pérdidas civiles, por motivos prácticos: perciben el escaso resultado de esta estrategia en lo referente a socavar la moral civil. Además, basándose en razones técnicas defienden el concepto de bombardeo diurno de precisión, contra los objetivos militares, industriales y económicos del rival: el uso de la mira Norden como elemento para dar mayor exactitud al lanzamiento de bombas, así como de formaciones aéreas, cerradas y numerosas, lo suficientemente armadas como para defenderse de los cazas alemanes por sí solas, sobre la base de la resistencia de los B-17 Flying Fortress y B-24 Liberator, armados con un elevado número de ametralladoras pesadas de autoprotección. Si bien es cierto que consiguieron un fuerte impacto, no fue hasta la aparición de los cazas de escolta de largo alcance, sobre todo el P-51, que pudieron llevar adelante con pleno éxito su estrategia. En el fondo de ésta se hallaba el razonamiento de preguerra y aislacionista americano, por el cual el único objetivo plausible al que se tendrían que enfrentar sería el de una flota de invasión, necesitando así bombarderos de largo alcance y mucho más precisos que los británicos. Al final, ambas estrategias, británica y americana, se combinaron, los primeros de noche, los segundos de día, para contribuir a la victoria final.

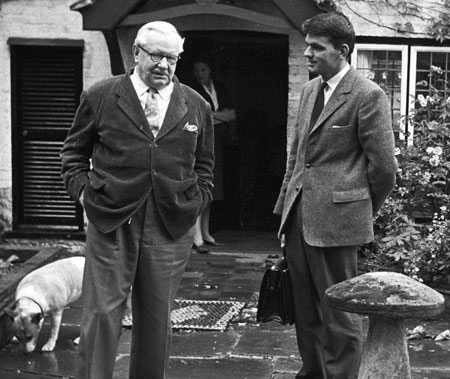
Sir Arthur Harris en 1962 (izquierda), junto al historiador David Irving.

## Después de la guerra
Sir Arthur Harris fue ascendido a Mariscal de la RAF en septiembre de 1946, y se retiró ese mismo año a dirigir una de sus inversiones en Sudáfrica hasta 1953. Ese año regresó a Inglaterra y fue nombrado Sir, Baronet y caballero gran cruz de la Orden del Baño. Harris murió en 1984.
Aún hoy para muchos alemanes conscientes del pasado, la mera citación de su nombre genera cuanto mínimo, controversias.